# Ivo Krstelj
Ivan Krstelj (Kućište, 1867. – Viganj, 1949.) je bio hrvatski pravaški političar.
Bio je čelnikom pravaške stranke u Šibeniku. Radi stjecanja što više pristaša, pravaši na čelu s Krsteljem kolovoza 1899. osnovali su sokolsko društvo. Time je bio je jedan od prvih sokolaša Hrvatskog sokola. Na čelu Hrvatskog sokola naslijedio je Filipa Smolčića nakon njegova odlaska s te dužnosti 1901. godine. Dužnost starješine Hrvatskog sokola obnašao je sve do Prvog svjetskog rata. Krstelj je bio jednim od starješina Krešimirove župe u Šibeniku.
Bio je šibenskim načelnikom i glavnim predstavnikom šibenskog pravaštva uz odvjetnika dr Antu Dulibića i liječnika dr Matu Drinkovića. Nije bio odigrao značajniju ulogu u hrvatskom političkom životu izvan Šibenika.
Obnašao je dužnost narodnog zastupnika u Dalmatinskom saboru u Zadru.
Tijekom Prvog svjetskog rata austrijske vlasti deportirale su njega i suprugu.
Jeseni 1917. zajedno s Matom Drinkovićem, također važnim hrvatskim pravaškim političkim dužnosnikom i još nekolicinom pravaških disidenata iz koalicije, tvorili su najradikalniju skupinu unutar "Deklaracijskog pokreta". Pokrenuli su list Glas Slovenaca, Hrvata i Srba. Zajedno s čelnim ljudima Starčevićeve stranke, zastupnici ove skupine izjavom od 3. prosinca 1917. poduprijeli su boljševičku deklaraciju mira.
17. kolovoza 1918. nazočio je osnivačkoj skupštini Narodnog sveta u Ljubljani (s njime su od delegata iz banske Hrvatske, Dalmacije i Istre bili Đuro Šurmin, Ivan Poščić, Mate Drinković, Srđan Budisavljević, Ivo Grisogono, Duje Mikačić, Živko Petričić, Matko Laginja, Vjekoslav Spinčić, Janko Šimrak i Ivan Lorković), nakon što su nešto prije osnovane Narodne organizacije SHS u Dalmaciji u Splitu (2. srpnja) i Narodne organizacije SHS za Hrvatsko primorje u Sušaku (14. srpnja).
Na dan 31. listopada 1918., kad je Ante Tresić Pavičić u Puli na primopredaji preuzeo admiralski brod Viribus Unitis pri čemu je na nj podignuta hrvatska zastava, istog su dana Mate Drinković i Ivo Krstelj preuzeli austro-ugarske ratne brodove u Šibeniku.
U kritično vrijeme, kada je Italija okupirala sjevernu Dalmaciju i približila se Trogiru, Zemaljska vlada je tražila od Narodnog vijeća u Zagrebu ubrzanje ujedinjenja Države SHS s Kraljevinom Srbijom. Odbor sedmorice je imao pretresti Smodlakin i Krsteljev "nacrt privremenoga uređenja" zajedničke države sa Srbijom te na osnovu toga nacrta donijeti sljedećeg dana (24. studenoga) članovima Središnjega odbora na odobrenje uvjete za provedbu državnoga ujedinjenja. Utrka s vremenom bila je radila protiv hrvatskih interesa u Dalmaciji a u korist nadiruće Italije, jer vojske Države SHS praktično nije bilo, a k tome Antanta je Hrvate smatrala poraženom silom, a Italiju pobjednicom. Stoga je na sjednici Središnjeg odbora NV SHS predsjedatelj S. Pribićević odmah naglasio kritično stanje Države SHS u kojem treba brzo djelovati, pa su I. Krstelj i Josip Smodlaka ultimativno zaprijetili se Središnjem odboru neka u roku od pet dana donese odluku o stvaranju zajedničke države sa Srbijom, u protivnom izjavili su da će Dalmacija sama proglasiti ujedinjenje sa Srbijom, jer svako oklijevanje značilo je ulazak talijanskih snaga (koje su već zauzele i više od obećanog po Londonskom ugovoru - Rijeku) i stavljanje diplomatske zajednice pred gotov čin, a Državu SHS pred nerazrješivu situaciju.
U poraću 1918. – 20. obnašao je dužnost predsjednika privremene dalmatinske vlade u Zadru. 31. listopada 1918. je u sjedištu austrijske Kraljevine Dalmacije izvršena smjena vlasti, a od 1. studenoga 1918. vodstvo u pokrajini preuzima Split u kojem je uskoro zasjedala Zemaljska vlada za Dalmaciju. Potonja je bila podređena Narodnom vijeću u Zagrebu, a na čelu Zemaljske vlade nalazio se dr Ivan Krstelj.
Bio je prvi ministar vlade Kraljevine SHS. Protivio se talijanskoj okupaciji Dalmacije.